# Edmond Béquet
Edmond Béquet est un architecte français né le 24 février 1858 à Paris 2e et décédé le 1er avril 1933 à Nogent-sur-Marne.

## Biographie

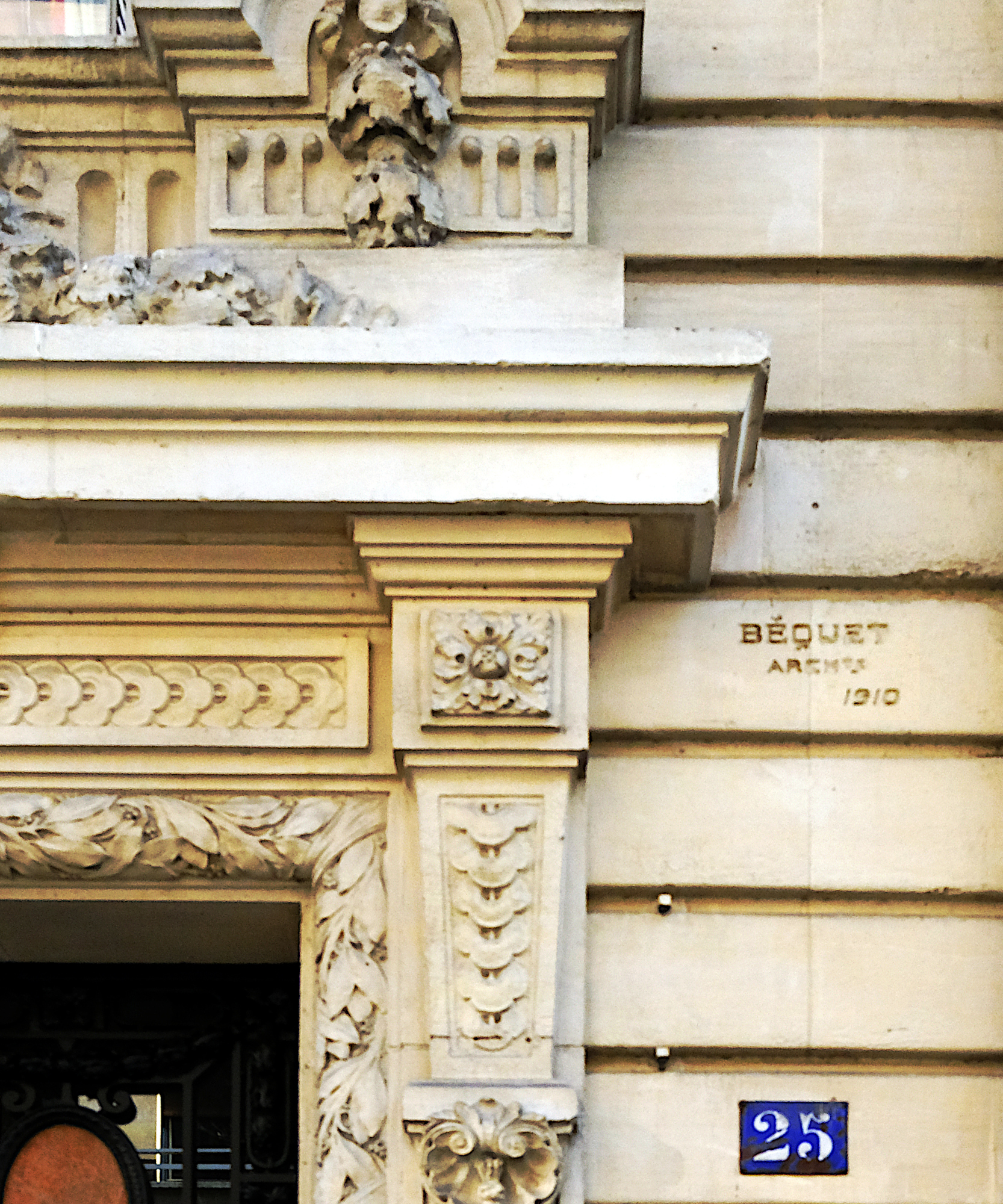
Avenue Mozart (n°25: signature de l'architecte Edmond Béquet) - Paris 16e.

Il a été actif en région parisienne vers 1890-1930 et a oeuvré dans différents styles architecturaux (Art déco, Éclectisme, Mouvement moderne, Post-haussmannien).
Parmi ses réalisations, on peut citer : 
- le 25 avenue Mozart (1910) ;
- le 14 rue de Tocqueville ;
- les 97 et 99 avenue de La Bourdonnais.